# Myrsine minutiflora
Myrsine minutiflora är en viveväxtart som beskrevs av J.J. Pipoly. Myrsine minutiflora ingår i släktet Myrsine och familjen viveväxter. Inga underarter finns listade i Catalogue of Life.